# Ely Ould Mohamed Vall
Pour les articles homonymes, voir Vall.
Ely Ould Mohamed Vall (en arabe : إعلي ولد محمد فال, I'li Ould Mohamed Fâl), né en 1953 à Nouakchott et mort le 5 mai 2017 dans la wilaya de Tiris Zemmour, est un militaire mauritanien, chef de l'État du 3 août 2005 au 19 avril 2007.

## Biographie
Né dans une famille de la tribu maure Ouled Bou Sbaa, formé à l'Académie royale militaire de Meknès, au Maroc, et titulaire d'une licence de droit, Ely Ould Mohamed Vall commence sa carrière militaire en commandant, en pleine guerre du Sahara occidental, les postes militaires de la région Nord.
Il commande ensuite la septième puis la sixième région militaire, avant d'être nommé directeur-général de la Sûreté nationale (Police nationale), poste qu'il occupe pendant dix-huit ans (de 1987 à 2005) sous la présidence de Maaouiya Ould Sid'Ahmed Taya.
Le 3 août 2005, Ely Ould Mohamed Vall, à la tête de l'armée, renverse le régime du président Maaouiya Ould Taya avec l'aide de son cousin, le colonel Mohamed Ould Abdel Aziz et crée le Conseil militaire pour la justice et la démocratie (CMJD). L'Union africaine, l'Organisation des Nations unies, l'Union européenne, l'Afrique du Sud et les États-Unis dénoncent le coup d'État, mais reprennent leurs relations avec les nouvelles autorités, grâce notamment au contexte politique local et au large soutien de la population mauritanienne au changement de régime.
Chef de l'État de 2005 à 2007, il assure la transition démocratique et organise un référendum pour réviser la Constitution et des élections auxquelles lui-même refuse de prendre part. Une Commission électorale nationale indépendante (CENI) est créée pour superviser ce processus électoral qui se termine en mars 2007 par l'élection d'un nouveau président de la République. En instaurant les fondements d’une véritable démocratie, et en assainissant les structures de l’État, il permet à son pays de retrouver la confiance des institutions internationales. Ce succès politique lui offre un prestige national et international.
Le 25 mars 2007, Sidi Mohamed Ould Cheikh Abdallahi est élu président de la République. Il prend ses fonctions au mois d'avril suivant.
En août 2008, un nouveau coup d'État porte le général Mohamed Ould Abdel Aziz, son cousin germain, au pouvoir. Vall s'oppose à ce coup d'État et est décrit comme un « virulent détracteur » du régime Abdel Aziz. Il se présente à l'élection présidentielle de 2009 mais n'obtient que 3,8 % des voix. 
Vall se rapproche alors des chefs de l'opposition Messaoud Ould Boulkheir et Ahmed Ould Daddah, puis de l'homme d'affaires Mohamed Ould Bouamatou. L'opposition boycotte l'élection présidentielle de 2014. Il prévoyait de se présenter à l'élection présidentielle de 2019 contre son cousin,,.
Il meurt le 5 mai 2017 des suites d'une crise cardiaque au nord du pays dans sa résidence à 100 km de la ville minière de Zouerate,. Un deuil national de trois jours est décrété.